# Lord-lieutenant du Gwent
Le lord-lieutenant du Gwent (Lord Lieutenant of Gwent en anglais et Arglwydd Raglaw Gwent en gallois) est le représentant de la monarchie britannique dans le comté préservé du Gwent, au pays de Galles.
La fonction est pour la première fois exercée par Edward Roderick Hill à partir du 1er avril 1974, qui, avant sa nomination occupait la fonction de lord-lieutenant du Monmouthshire depuis 1965. Robert Aitken est le lord-lieutenant du Gwent depuis 2016.

## Histoire
Au sens du Local Government Act 1888, les zones de lieutenance sont définies à partir des comtés administratifs créés à partir du 1er avril 1889 en Angleterre et au pays de Galles. Cependant, au pays de Galles, celles-ci sont modifiées au 1er avril 1974 d’après la disposition 218 du Local Government Act 1972,.
Une nouvelle zone de lieutenance couvrant le comté du Gwent est ainsi érigée à partir de celles de Brecon et du Monmouthshire (comprenant le borough de comté de Newport), de façons partielles. Alors que les fonctions de lord-lieutenants de Brecon et du Monmouthshire sont abolies le 31 mars 1974, celle de lord-lieutenant du Gwent est instituée au 1er avril 1974 par le Lord-Lieutenants Order 1973, un décret du 24 octobre 1973,.
Le Local Government (Wales) Act 1994 abolit les comtés créés au pays de Galles par la loi de 1972 au 31 mars 1996. Toutefois, ceux-ci conservent un rôle cérémoniel limité en tant que comtés préservés, notamment dans le cadre des zones de lieutenance. Ainsi, le comté préservé du Gwent reste opérationnel dans de nouvelles limites territoriales, qui sont les mêmes que celles décrites par la loi en 1972.

## Liste des lord-lieutenants
| Identité                      | Lettres patentes de nomination | Souverain    | Qualité                                                               |
| ----------------------------- | ------------------------------ | ------------ | --------------------------------------------------------------------- |
| Edward Roderick Hill          | 15 février 1965                | Élisabeth II | Militaire                                                             |
| Richard Hanbury-Tenison       | 25 juin 1979                   | Élisabeth II | Haut-shérif du Gwent (1977-1978)                                      |
| Simon Hugh Patrick Boyle (en) | Inconnues                      | Élisabeth II | Haut-shérif du Gwent (1993-1994) Vice-lieutenant du Gwent (1997-2001) |
| Robert Hanbury Tenison Aitken | 24 mars 2016                   | Élisabeth II | Militaire Vice-lieutenant du Gwent (2012-2016)                        |